# Rolf Gleiter

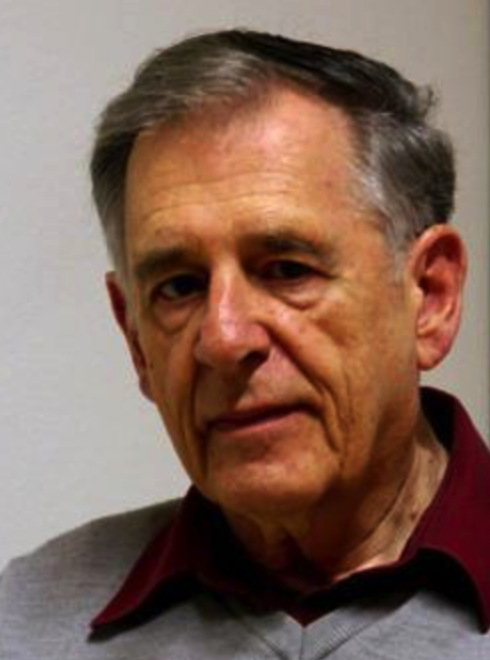
Rolf Gleiter

Rolf Gleiter (* 22. Oktober 1936 in Stuttgart) ist ein deutscher Chemiker (Organische Chemie).

## Leben und Wirken
Rolf Gleiter studierte ab 1956 Chemie an der Universität Stuttgart mit dem Diplom 1962 und wurde dort 1964 bei Franz Effenberger promoviert (Elektrophile Reaktionen kumulierter Systeme mit C=C-Doppelbindungen). Als Post-Doktorand war er 1965/66 bei Paul von Ragué Schleyer an der Princeton University und 1966 bis 1968 bei Roald Hoffmann an der Cornell University. 1972 habilitierte er sich bei Edgar Heilbronner in Basel und war dort Privatdozent, bevor er 1973 Professor für Theoretische Organische Chemie an der TH Darmstadt wurde. Ab 1979 war er Professor für Organische Chemie an der Ruprecht-Karls-Universität Heidelberg, an der er 2006 emeritiert wurde.
Er war unter anderem Gastprofessor in Osaka und Kyoto durch die Japan Society for the Promotion of Science, am Technion, in Peru, Canberra, Taiwan, an der University of Utah, der Rice University und in St. Petersburg. Er hat eine Ehrenprofessur in St. Petersburg und an der Lomonossow-Universität und ist Ehrendoktor der Russischen Akademie der Wissenschaften (2003).
Gleiter befasst sich mit gespannten chemischen Verbindungen, z. B. Käfigmolekülen wie Prisman-Derivate, und erforscht daran den Einfluss von Spannungen auf chemische Stabilität und Reaktivität.
Er ist seit 1991 volles Mitglied der Heidelberger Akademie der Wissenschaften. 1991 erhielt er den Max-Planck-Forschungspreis mit John E. McMurry, 1994 die Adolf-von-Baeyer-Denkmünze und 1972 den Preis der Schweizer Chemischen Gesellschaft und die Werner-Medaille.

## Schriften
- mit Gebhard Haberhauer: Aromaticity and Other Conjugation Effects. Wiley-VCH 2012.
- Hrsg. mit Henning Hopf: Modern Cyclophane Chemistry. Wiley-VCH 2004.
- Spannende und Gespannte Moleküle. Sitzungsberichte Heidelberger Akad. Wiss. 1994.